# Choluteca
Choluteca è una città dell'Honduras, capoluogo del dipartimento omonimo.
La città è stata istituita il 12 novembre 1940.